# Flughafen Syros

i8
i11
i13
Der Flughafen Syros (griechisch Κρατικός Αερολιμένας Σύρου «Δημήτριος Βικέλας» Kratikós Aeroliménas Sýrou „Dimítrios Vikélas“, deutsch ‚Staatlicher Flughafen Syros „Dimítrios Vikélas“‘) oder international Syros Airport “Dimitrios Vikelas” bedient die gleichnamige Kykladen-Insel Syros. Er wurde nach dem griechischen Geschäftsmann und Schriftsteller Dimitrios Vikelas, welcher in der etwa 2 km nördlich liegenden Stadt Ermoupoli geboren wurde, benannt und ist seit 1991 in Betrieb.

## Einrichtungen
Der Flughafen befindet sich auf einer Höhe von 72 Metern (236 Fuß) über dem Meeresspiegel.
Auf dem Gelände des Flughafens befindet sich eine Start- und Landebahn mit der Kennung 18/36. Sie hat eine Länge von 1080 Metern (3542 Fuß) und eine Breite von 30 Metern (98 Fuß). Es gibt ein Passagierterminal sowie eine Flughafen-Feuerwache der Kategorie 3 (III). Auf dem Vorfeld des Flughafens befinden sich 2 Parkpositionen für die gewerbliche Luftfahrt sowie 6 Parkpositionen für die allgemeine Luftfahrt (GA).

## Fluggesellschaften und Ziele
Im Herbst 2024 existiert eine Verbindung nach Athen (Flughafen Eleftherios Venizelos).

## Verkehrsstatistik
Die Verkehrsstatistik des Flughafens von 1994 bis 2018:
| Jahr | Anzahl der Flüge | Passagierzahl | Frachtmenge (In Tonnen) |
| ---- | ---------------- | ------------- | ----------------------- |
| 1994 | 1652             | 20.234        | 13                      |
| 1995 | 16.337           | 26.732        | 25                      |
| 1996 | 1.669            | 26.906        | 31                      |
| 1997 | 1.544            | 34.058        | 26                      |
| 1998 | 1.316            | 36.957        | 24                      |
| 1999 | 2.372            | 41.058        | 54                      |
| 2000 | 2.114            | 39.383        | 86                      |
| 2001 | 2.283            | 42.532        | 80                      |
| 2002 | 2.117            | 39.065        | 68                      |
| 2003 | 948              | 10.698        | 6                       |
| 2004 | 893              | 12.192        | 7                       |
| 2005 | 548              | 10.379        | 3                       |
| 2006 | 572              | 11.277        | 4                       |
| 2007 | 332              | 7.914         | 0                       |
| 2008 | 118              | 3.750         | 0                       |
| 2009 | 262              | 5.835         | 3                       |
| 2010 | 679              | 13.975        | 5                       |
| 2011 | 568              | 9.857         | 8                       |
| 2012 | 600              | 11.500        | 5                       |
| 2013 | 634              | 13.715        | 28                      |
| 2014 | 630              | 15.432        | 13                      |
| 2015 | 646              | 14.684        | 17                      |
| 2016 | 736              | 17.981        | 22                      |
| 2017 | 942              | 21.397        | 20                      |
| 2018 | 690              | 17.441        | 18                      |